# 1월 19일
1월 19일은 그레고리력으로 19번째(윤년일 경우도 19번째) 날에 해당한다.

## 사건
- 1135년 - 묘청의 난 발발.
- 1793년 - 프랑스 루이 16세에 대한 사형 확정
- 1966년 - 인디라 간디가 인도 총리에 취임하다.
- 1967년 - 대한민국 해군 56함 침몰 사건
- 1993년 - 슬로바키아와 체코가 유엔에 가입하다. (체코슬로바키아가 분리된 후 동시 가입)
- 2012년 - 세계적으로 유명했던 카메라, 필름 회사인 코닥이 파산 보호 신청을 하다.
- 2025년 - 2025년 서울서부지방법원 습격 발생

- 1983년 - 애플 컴퓨터가 마우스와 그래픽 사용자 인터페이스를 갖춘 최초의 개인용 컴퓨터인 애플 리사를 발표하다.
- 1988년 - 한글 맞춤법 개정.
- 1996년 - 서태지와 아이들이 해체되다.
- 2006년 - 명왕성 탐사를 목적으로 NASA에서 무인 우주 탐사선 뉴 허라이즌스를 발사하다.

## 탄생
- 1544년 - 프랑스의 왕 프랑수아 2세. (~1560년)
- 1736년 - 영국의 발명가 제임스 와트. (~1819년)
- 1807년 - 미국의 군인 로버트 E. 리. (~1870년)
- 1809년 - 미국의 소설가 에드거 앨런 포. (~1849년)
- 1813년 - 잉글랜드의 발명가 헨리 베서머. (~1898년)
- 1833년 - 독일의 수학자 알프레트 클렙슈. (~1872년)
- 1839년 - 프랑스의 화가 폴 세잔. (~1906년)
- 1879년
  - 러시아의 혁명가 보리스 사빈코프. (~1925년)
  - 이탈리아의 수학자 귀도 푸비니. (~1943년)
- 1883년 - 독일의 지휘자 헤르만 아벤트로트. (~1956년)
- 1902년 - 러시아의 역사학자 게오르크 오스트로고르스키. (~1976년)
- 1903년 - 독일의 작곡가 보리스 블라허. (~1975년)
- 1909년 - 일본의 야구 선수 미즈하라 시게루. (~1982년)
- 1910년
  - 대한민국의 화가 김인승. (~2001년)
  - 대한민국의 언론인 김상만. (~1994년)
- 1911년 - 일본의 야구 선수 가리타 히사노리. (~2001년)
- 1914년
  - 대한민국의 시인 김광균. (~1993년)
  - 대한민국의 대중가요 가수 겸 작사가 백년설. (~1980년)
- 1919년 - 미국의 가수, 작사가, 악단 지휘자, 영화배우 레이 에벌. (~1979년)
- 1920년 - 제5대 유엔 사무총장, 페루의 외교관, 정치인 하비에르 페레스 데 케야르. (~2020년)
- 1921년 - 미국의 작가 퍼트리샤 하이스미스. (~1995년)
- 1922년 - 스페인의 축구 선수, 축구 감독 미겔 무뇨스. (~1990년)
- 1923년
  - 이탈리아의 축구 선수 체피로 푸리아시. (~1974년)
  - 미국의 배우 진 스테이플턴. (~2013년)
- 1928년 - 대한민국의 기업인 송삼석. (~2022년)
- 1930년
  - 대한민국의 의학자, 안철수의 부친 안영모. (~2022년)
  - 미국의 배우 티피 헤드런.
- 1933년 - 일본의 탁구 선수 쓰노다 케이스케. (~2024년)
- 1937년
  - 일본의 기업인 사쿠라다 사토시. (~1997년)
  - 미국의 정치학자, 교육인 조지프 나이. (~2025년)
  - 스웨덴의 왕녀 스웨덴 공주 비르지타. (~2024년)
- 1941년 - 대한민국의 교수, 과학자 성용길.
- 1943년 - 미국의 싱어송라이터 재니스 조플린. (~1970년)
- 1946년 - 미국의 가수, 배우 돌리 파튼.
- 1950년 - 대한민국의 가수 겸 뮤지컬 배우 이승규.
- 1953년 - 미국의 가수, 배우 데지 아너즈 주니어.
- 1954년
  - 미국의 배우, 싱어송라이터 케이티 사갈.
  - 일본의 싱어송라이터, 작가 마츠토야 유미.
- 1960년
  - 대한민국의 정치인, 교수 박형준.
  - 대한민국의 방송인 김승현.
  - 이탈리아의 축구 선수, 지도자 마우로 타소티.
- 1961년
  - 대한민국의 전 축구 선수, 현 축구 지도자 박경훈.
  - 대한민국의 전 야구 선수, 현 야구 지도자 신경식.
  - 대한민국의 신학자 신문철.
- 1962년 - 대한민국의 배우 박광정. (~2008년)
- 1963년 - 일본의 배우 마츠시게 유타카.
- 1969년 - 몬테네그로의 전 축구 선수 프레드라그 미야토비치.
- 1971년 - 대한민국의 배우 허정규.
- 1972년 - 대한민국의 가수 최원석.
- 1973년 - 대한민국의 방송인, 전 아나운서 신영일.
- 1974년
  - 대한민국의 배우 박준서.
  - 조선민주주의인민공화국의 스피드스케이팅 선수 최인철.
- 1976년
  - 대한민국의 방송인 김동혁.
  - 대한민국의 배우 현성.
- 1977년
  - 대한민국의 성우 김서영.
  - 대한민국의 방송인, 시사평론가 이승원.
  - 미국의 배우 롭 딜레이니.
- 1979년 - 대한민국의 야구 선수 김병현.
- 1980년
  - 대한민국의 가수 미소라.
  - 영국의 레이싱 드라이버 젠슨 버튼.
- 1982년
  - 일본의 정치인 나카소네 야스타카.
  - 미국의 정치인 피트 부티지지.
- 1983년
  - 일본의 가수 우타다 히카루.
  - 프랑스의 권투 선수 다우다 소.
- 1984년
  - 아르헨티나의 전 축구 선수 니콜라스 파레하.
  - 대한민국의 작가 김민영.
- 1985년
  - 대한민국의 가수 한강.
  - 일본의 전 가수 이시카와 리카 (전 모닝구무스메).
  - 미국의 영화 감독 데이미언 셔젤.
- 1986년
  - 일본의 성우 마키노 유이.
  - 이탈리아의 축구 선수 클라우디오 마르키시오.
- 1987년
  - 대한민국의 가수 문현아. (나인뮤지스)
  - 대한민국의 가수, 배우, MC 이현지.
  - 대한민국의 야구 선수 홍명찬.
  - 대한민국의 레이싱 모델 선지효. (~2015년)
  - 일본의 성우 카네코 유키.
- 1988년 - 일본의 배우 야마모토 유스케.
- 1989년 - 미국의 종합격투기 선수 더스틴 포이리에.
- 1990년
  - 대한민국의 성우 장서화.
  - 대한민국의 성우 이보용.
- 1991년
  - 대한민국의 전직 스타크래프트 프로게이머 신노열.
  - 대한민국의 배우 황인엽.
  - 대한민국의 래퍼 어글리덕.
- 1992년
  - 대한민국의 축구 선수 김태훈.
  - 미국의 배우 로건 러먼.
- 1993년
  - 미국의 배우, 가수 빅토리아 저스티스.
  - 대한민국의 래퍼, 배우 채주화. (헬로비너스)
  - 일본의 성우 쿠노 미사키.
  - 포르투갈의 축구 선수 주앙 마리우.
  - 대한민국의 래퍼 김혜림.
- 1994년 - 독일의 축구 선수 마티아스 긴터.
- 1995년 - 대한민국의 인터넷 방송인 이루리.
- 1996년 - 대한민국의 배우 박정우.
- 1998년 - 베트남계 대한민국의 가수 한빈.
- 1999년
  - 대한민국의 배우 김시은.
  - 대한민국의 축구 선수 박태준.
- 2000년
  - 대한민국의 피겨 스케이팅 선수 최다빈.
  - 일본의 가수 마츠오카 하나.
  - 일본의 배우 이토 아사히.
  - 대한민국의 축구 선수 이상혁.
- 2001년
  - 대한민국의 가수 듀티.
  - 대한민국의 농구 선수 이승우.
  - 대한민국의 축구 선수 도재경.
- 2003년 - 기니의 축구 선수 일라시 모리바.
- 2004년 - 대한민국의 래퍼 터치 더 스카이.

### 미상
- 대한민국의 베이스연주가 서태양.

## 가상인물
- 판도라 하츠 - 쟈크 베델리우스
- 나루토 - 가아라

## 사망
- 1865년 - 프랑스의 사상가 피에르조제프 프루동. (1809년~)
- 1938년 - 오스트리아의 작가, 인권운동가 로자 마이레더. (1859년~)
- 1942년 - 중국 청나라의 황족 종실 겸 정치인 푸쥔. (1885년~)
- 1983년 - 브라질의 축구 선수 가린샤. (1933년~)
- 2000년 - 오스트리아 출신의 미국 배우, 발명가 헤디 라마르. (1914년~)
- 2017년 - 미국의 배우 미겔 페러. (1955년~)
- 2018년 - 미국의 배우 도러시 멀론. (1924년~)
- 2020년
  - 대한민국의 기업인 신격호. (1921년~)
  - 일본의 영화배우 하라 치사코. (1936년~)
- 2022년 - 프랑스의 영화배우 가스파르 윌리엘. (1984년~)
- 2023년
  - 대한민국의 정치인 김인규. (1935년~)
  - 대한민국의 영화배우 윤정희. (1944년~)
- 2024년
  - 대한민국의 정치인 김용수. (1929년~)
  - 대한민국의 영화감독, 영화제작자, 각본가, 소설가, 영화배우 이두용. (1941년~)

## 기념일
- 남부동맹 영웅의 날& 로버트 E. 리 데이(Robert E. Lee Day): 미국 텍사스주, 앨라배마주, 아칸소주, 플로리다주, 조지아주, 미시시피주
- 일본 가라오케의 날

## 같이 보기
- 전날: 1월 18일 다음날: 1월 20일 - 전달: 12월 19일 다음달: 2월 19일
- 음력: 1월 19일
- 모두 보기